# Барышева, Татьяна Семёновна
Татья́на Семёновна Ба́рышева (31 декабря 1896, Москва — 10 февраля 1979, Москва) — русская и советская актриса театра и кино.

## Биография
Родилась 19 (31) декабря 1896 года в Москве.
С 1915 по 1918 год была актрисой драматической студии при Московской филармонии.
Позже также работала в Каляевском народном доме Москвы, а также некоторое время состояла в труппе драматического театра Владимира и Вятки.
В 1945 году стала актрисой Театра-студии киноактёра, в котором проработала до 1957 года. В Театре-студии киноактёра Татьяну Барышеву ласково называли «Колобок»
Татьяна Барышева сыграла в более чем 60 фильмах. Ей доставались преимущественно эпизодические роли, но благодаря её комедийному мастерству они всегда были яркими и заметными. Прежде всего она известна по своим ролям в фильмах «Подкидыш» (1939), «Первоклассница» (1948), «Добро пожаловать, или Посторонним вход воспрещён» (1964) и «Королевство кривых зеркал» (1963).
В 1977 году она переехала в Дом ветеранов кино в Москве, где и умерла 10 февраля 1979 года на 83-м году жизни. Похоронена на Миусском кладбище рядом с мужем.

## Озвучивание мультфильмов
- 1948 — Цветик-семицветик — бабушка-волшебница
- 1950 — Когда зажигаются ёлки — зайчиха
- 1951 — Лесные путешественники — Тетёрка
- 1951 — Таёжная сказка — Росомаха-жена
- 1952 — Валидуб — бабушка у колодца
- 1953 — Непослушный котёнок — бабушка девочки / зайчиха
- 1954 — В лесной чаще — Барсучиха
- 1956 — Двенадцать месяцев — Мачеха
- 1956 — Колобок — Старуха
- 1958 — Лиса и волк — Старуха
- 1968 — Белая шкурка — мышь с зонтом
- 1973 — Про Петрушку — мать Петрушки

## Награды
- Орден «Знак Почёта» (6 марта 1950 года) — за выдающиеся заслуги в развитии советской кинематографии, в связи с 30-летием[3].